# Krivá

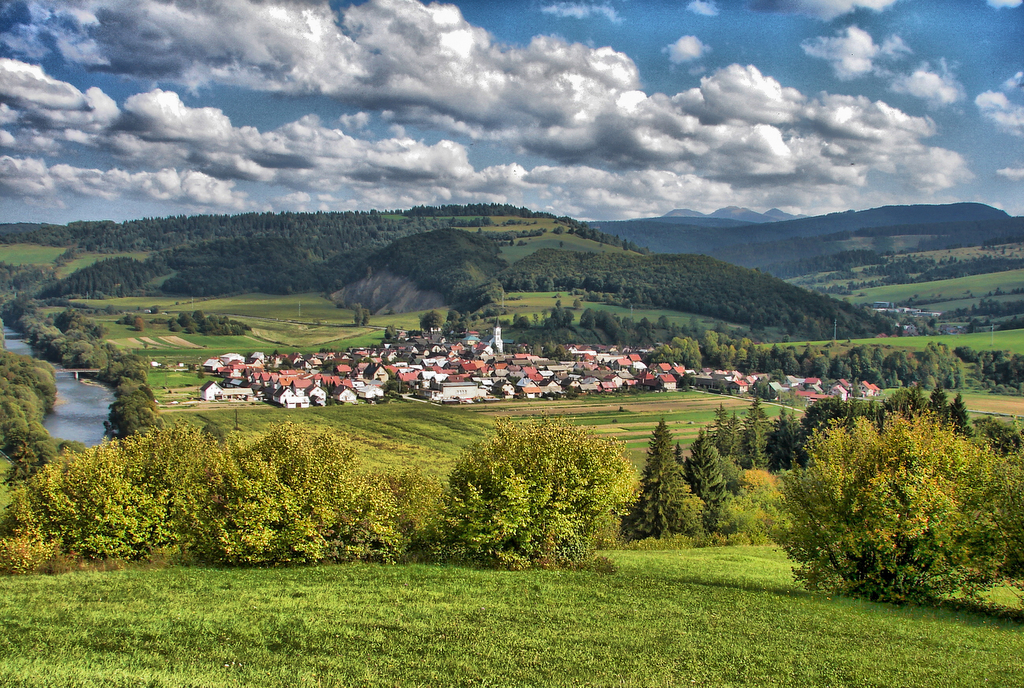
Krivá

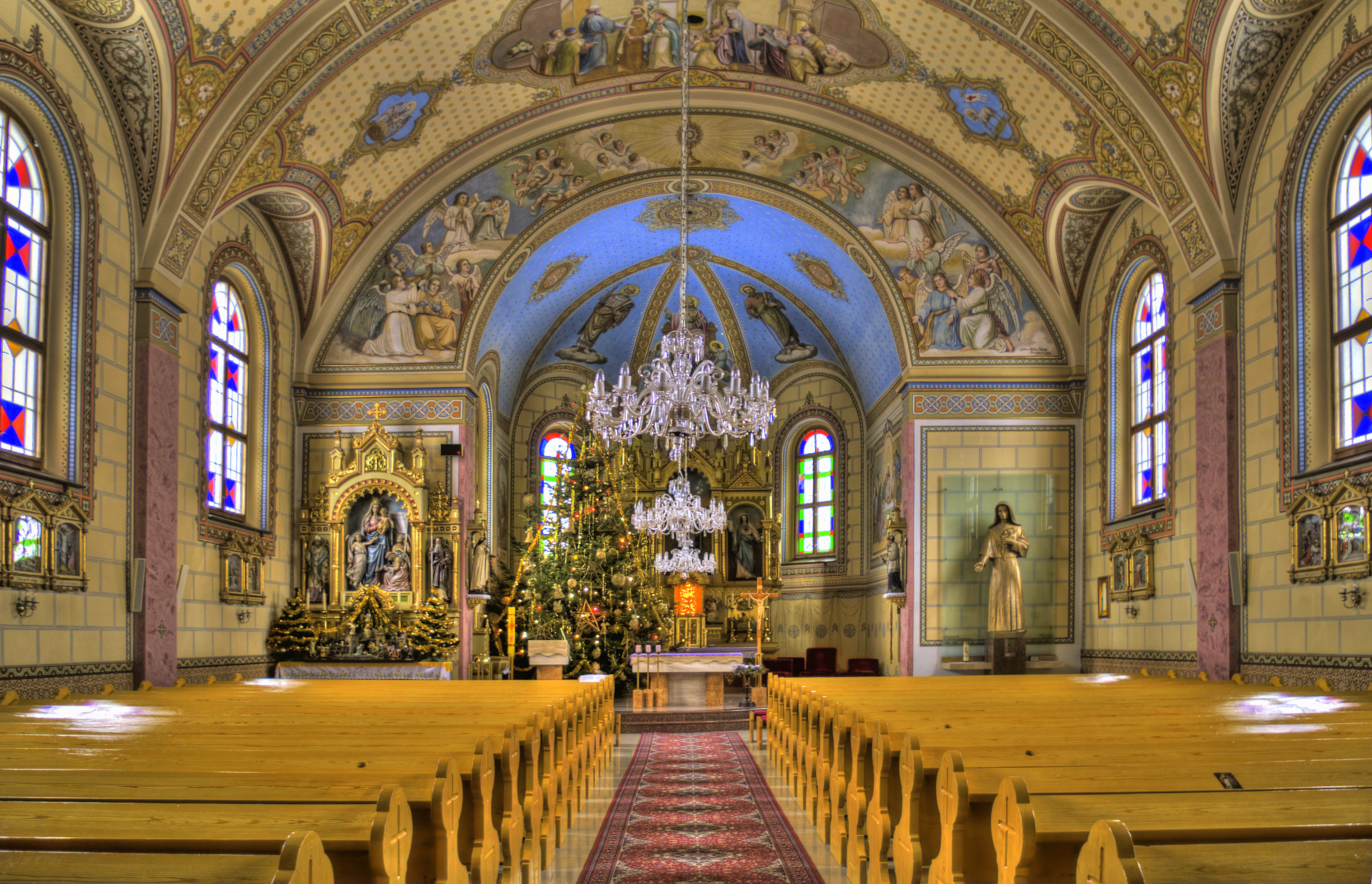
Inneres der Pfarrkirche; rechts die Statue der in Krivá geborenen seligen Zdenka Schelingová

Krivá (ungarisch Kriva) ist eine Gemeinde im Okres Dolný Kubín innerhalb des Žilinský kraj in der Slowakei, mit 795 Einwohnern (Stand 31. Dezember 2024).

## Geografie
Krivá liegt am linken Ufer der Arwa zwischen den Gebirgszügen Oravská Magura und Skorušinské vrchy in den Westkarpaten, 11 Kilometer von Tvrdošín, 22 Kilometer von Dolný Kubín und 86 Kilometer von der Regionalhauptstadt Žilina entfernt.

## Geschichte
Die erste urkundliche Erwähnung des Ortes stammt aus dem Jahr 1575 (andere Quellen sprechen von 1550). Der Ort war überwiegend landwirtschaftlich geprägt, mit einem Anteil von Töpferei und Weberei. Gegen 1900 gab es größere Auswanderungswellen, insbesondere in die Vereinigten Staaten. 
Die heutige neuromanische Pfarrkirche St. Josef wurde 1925/26 erbaut. Die reiche Innenausmalung schuf Julius Adam 1936; sie wurde 1994 restauriert.

## Bevölkerung
| Jahr                | 1994 | 2004    | 2014    | 2024    |
| ------------------- | ---- | ------- | ------- | ------- |
| Anzahl der Personen | 756  | 794     | 800     | 795     |
| Unterschied         |      | +5,02 % | +0,75 % | −0,62 % |

| Jahr                | 2023 | 2024    |
| ------------------- | ---- | ------- |
| Anzahl der Personen | 816  | 795     |
| Unterschied         |      | −2,57 % |

## Persönlichkeiten
- Zdenka Schelingová (1916–1955), Ordensschwester, Märtyrin